# Anthon van Rappard
Anthon Gerard Alexander van Rappard (Zeist, 14 de maig de 1858, - Velsen, 21 de març de 1892, era un pintor i dibuixant holandès. Va ser alumne de Lawrence Alma-Tadema i durant aproximadament quatre anys un amic i mentor de Vincent van Gogh, que l'apreciava, entre altres raons, per al seu compromís social. Les cartes que van Gogh va escriure a van Rappard són una font principal per conèixer a la biografia de Van Gogh i el seu treball, i van aparèixer traduïdes al castellà per l'editorial barcelonina Parsifal.
Avui, els treballs de Van Rappard són rars a causa de la seva curta vida. Les seves pintures s'aprecien altament.